# Carolina Panthers
Els Carolina Panthers són una franquícia de futbol americà professional de la National Football League (NFL) de la ciutat de Charlotte, Carolina del Nord. Són membres de la Divisió Sud de la Conferència Nacional (NFC). El seu estadi és el Bank of America Stadium i els seus colors són el negre, el blau i el blanc amb tocs platejats.

## Història
El 26 d'octubre de 1993 l'NFL va seleccionar Carolina del Nord com la llicència número 29 i el primer equip d'expansió de la lliga des del 1976. El fundador i el propietari de la nova franquícia va ser Jerry Richardson, el segon exjugador que aconsegueix ser propietari de l'NFL després de George Halas dels Chicago Bears. El 15 de desembre de 1989, Richardson Sports va seleccionar un lloc a la ciutat de Charlotte per la construcció d'un nou estadi amb una capacitat de 70.000 espectadors.
En total al llarg de la seva història els Panthers han guanyat dos campionats de conferència el 2003 i el 2015, i sis campionats de divisió, el 1996 quan estava a la Divisió Oest, i el 2003, el 2008, el 2013, el 2014 i el 2015 ja a la Divisió Sud.

## Palmarès
-Campionats de Conferència (2)
- NFC: 2003, 2015

-Campionats de Divisió (6)
- NFC Oest: 1996
- NFC Sud: 2003, 2008, 2013, 2014, 2015